# Њемечки
Њемечки (слч. Nemečky) насељено је мјесто са административним статусом сеоске општине (слч. obec) у округу Топољчани, у Њитранском крају, Словачка Република.

## Становништво
| Година:    | 1994. | 2004.   | 2014.   | 2024.   |
| ---------- | ----- | ------- | ------- | ------- |
| Број људи: | 277   | 302     | 312     | 316     |
| Разлика:   |       | +9,02 % | +3,31 % | +1,28 % |

| Година:    | 2023. | 2024.   |
| ---------- | ----- | ------- |
| Број људи: | 320   | 316     |
| Разлика:   |       | -1,25 % |

Према подацима о броју становника из 2011. године насеље је имало 306 становника.